# TMK 2200

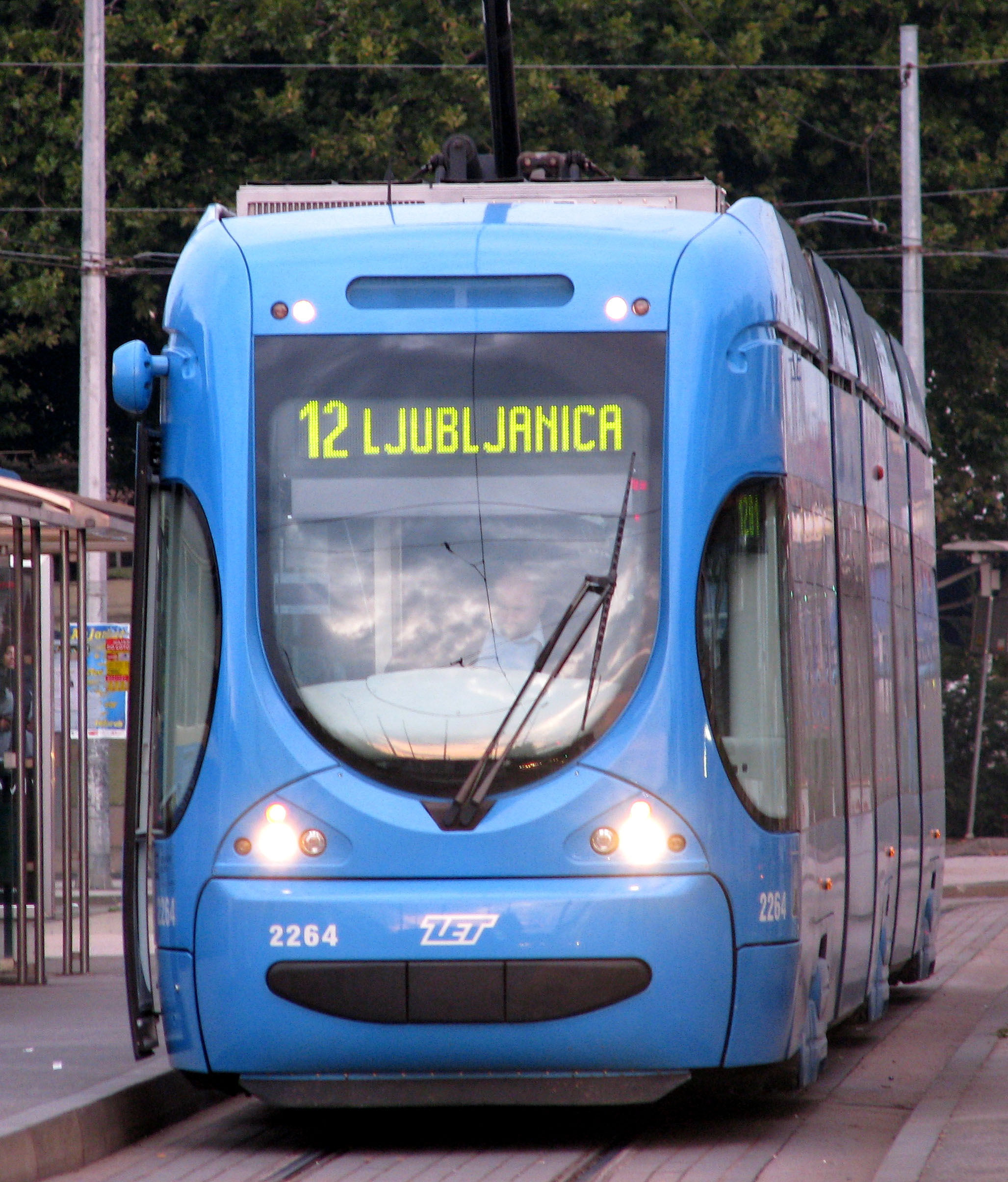
TMK 2200 auf der Linie 12

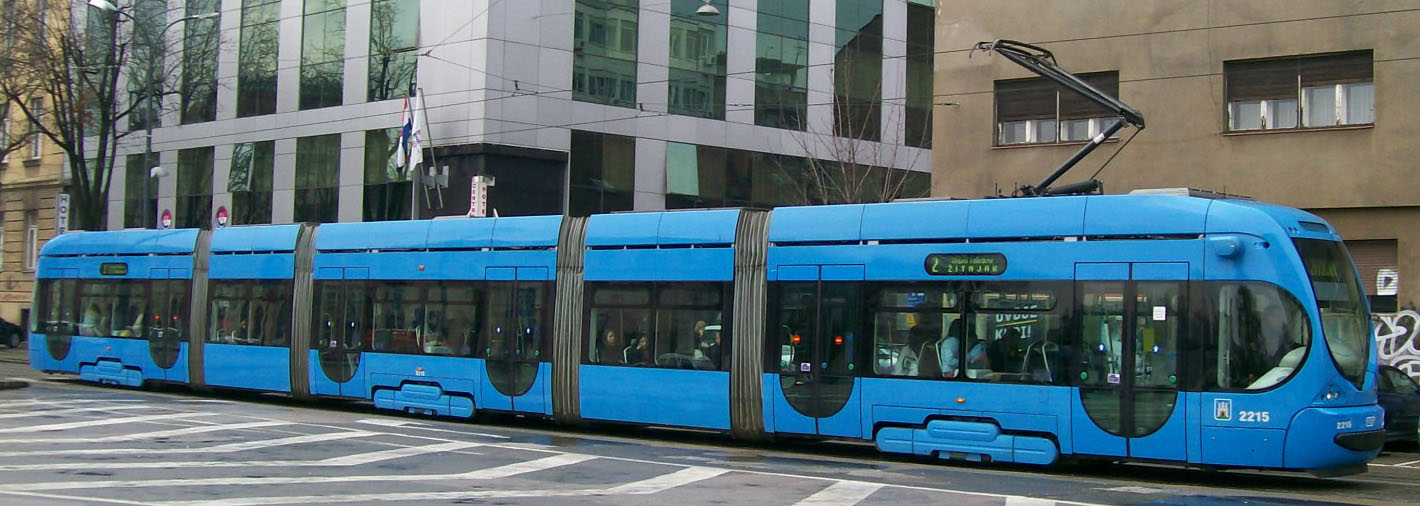
Komplettansicht

Bei der TMK 2200 (in Medien auch NT 2200 oder ZET 2200) handelt es sich um einen vom kroatischen Konsortium CroTram hergestellten Niederflur-Straßenbahn-Gelenkwagentypen, der bei der Straßenbahn Zagreb im Dienst der lokalen Transportgesellschaft Zagrebački električni tramvaj (ZET) im Einsatz ist.

## Fahrzeuge

### TMK 2200

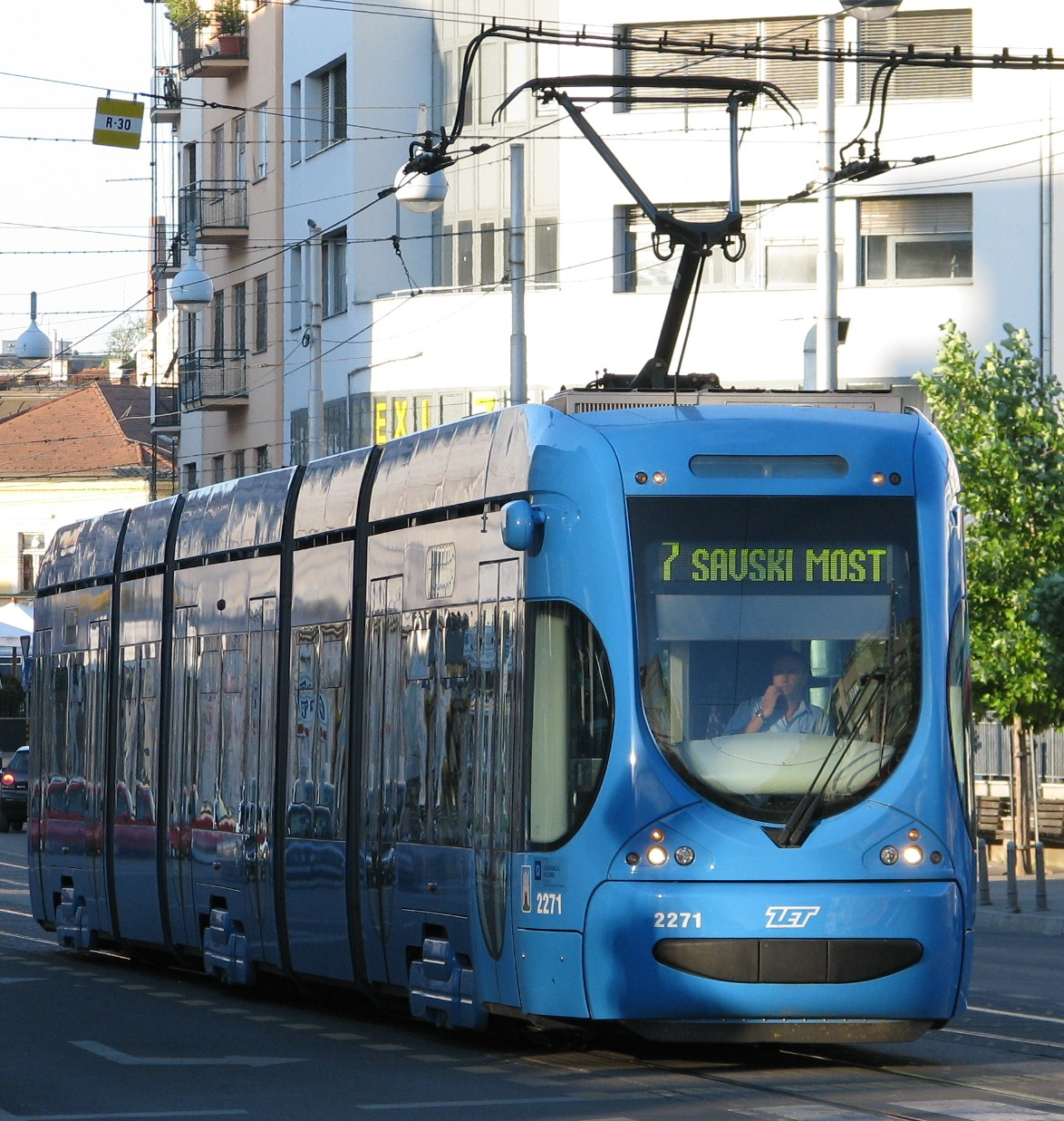
TMK 2200 in Zagreb

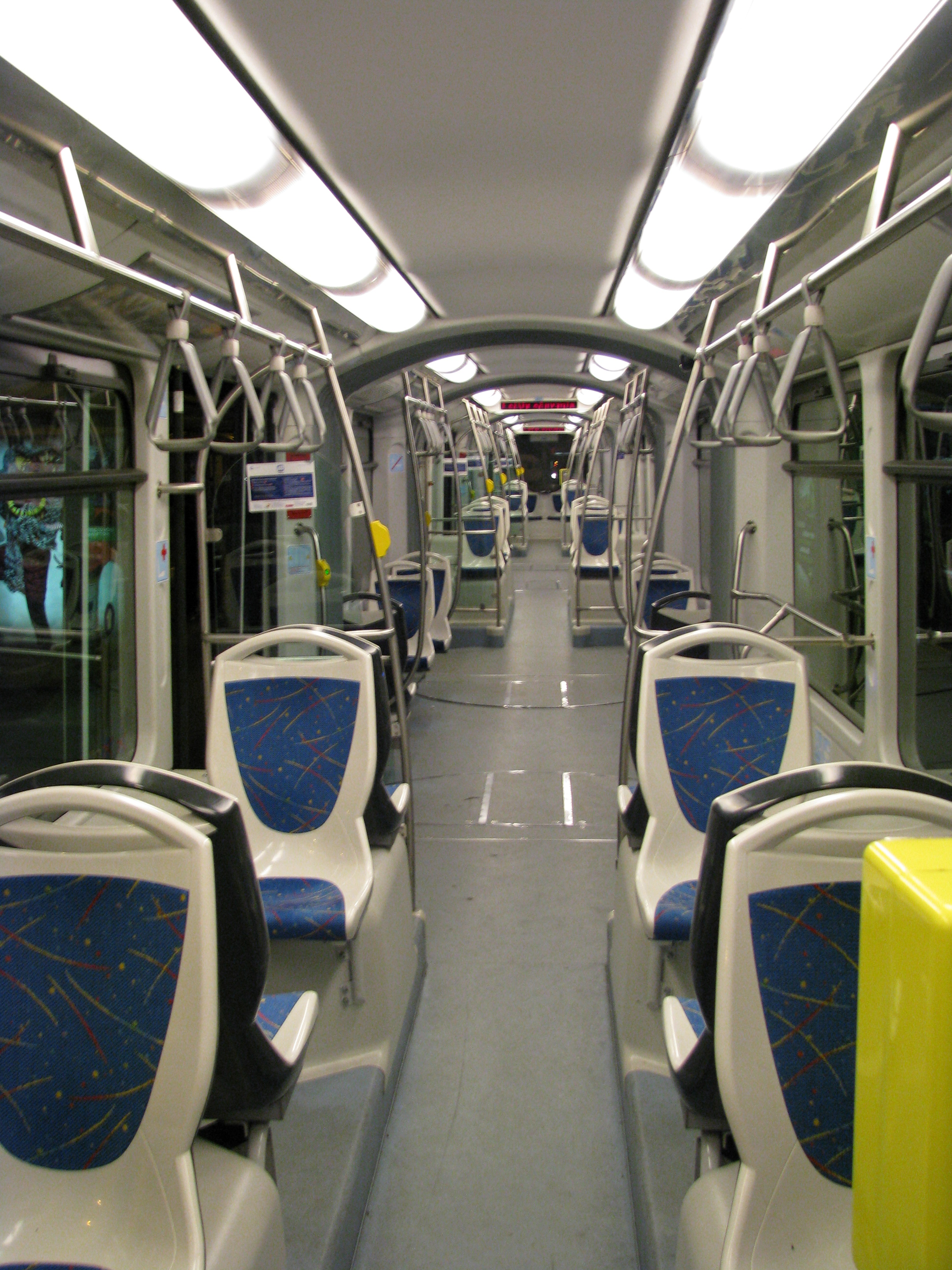
Innenraum der 1. Serie

Die Grundvariante des TMK 2200 hat eine Länge von 32 Metern und eine Höchstgeschwindigkeit von 70 km/h. Sie besitzen 46 Sitz- und 156 Stehplätze. Im Jahr 2003 folgte die Bestellung, der Prototyp wurde im Dezember 2005 nach Zagreb geliefert, anschließend folgte die Serienlieferung der ersten Serie bis 2007. Diese hatte einen Wert von umgerechnet insgesamt 112 Mio. Euro und bestand aus 70 Fahrzeugen. Aus Modernisierungsgründen wurde 2005 eine zweite Serie bestehend aus weiteren 70 Fahrzeugen bestellt, die zwischen 2007 und 2010 geliefert wurde, und einen Gesamtwert von 130 Mio. Euro hatte. Im Vergleich zu anderen Fahrzeugen waren die Produktionskosten geringer, was allerdings trotz Versuchseinsätzen in Städten wie Helsinki (2007) und Sofia (2008) zu keiner weiteren Bestellung von anderen Betrieben führte. Aktuell plant die ZET eine weitere Bestellung von Fahrzeugen, um u. a. die restlichen Bahnen des Typs Tatra zu ersetzen.
Einem Testeinsatz des TMK 2200 in Helsinki folgte vor einigen Jahren keine Bestellung seitens des Betreibers HKL.

### TMK 2200-K / TMK 2300

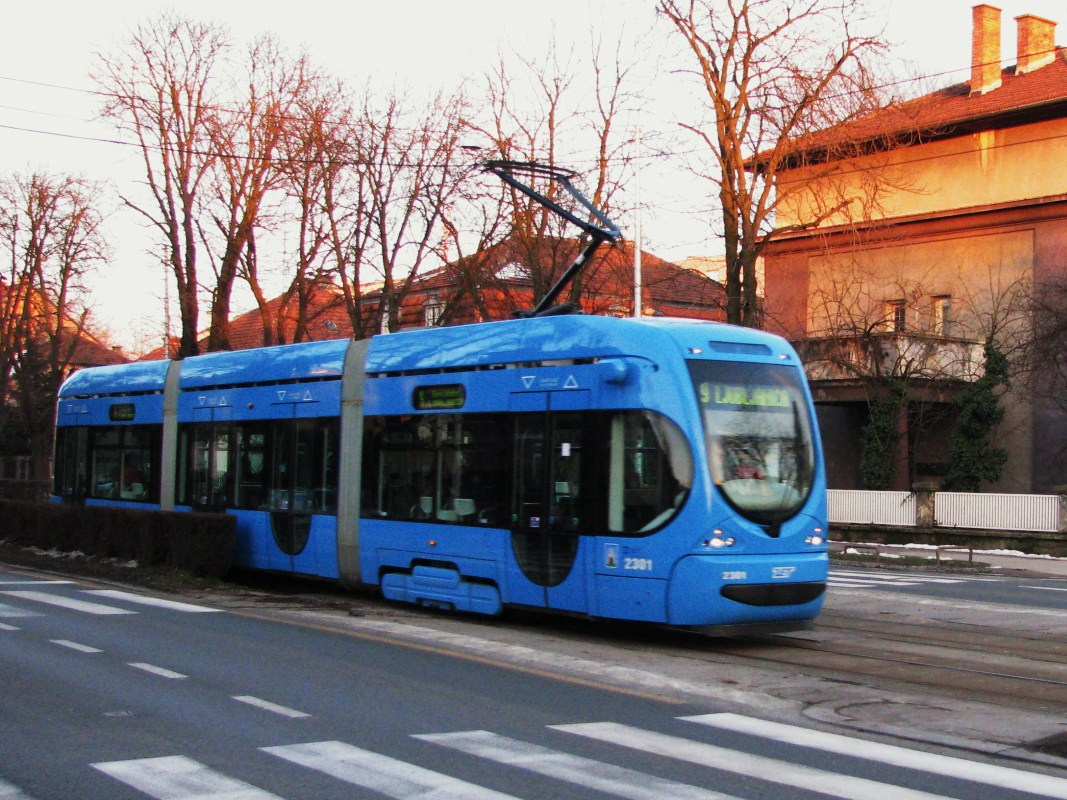
TMK 2200-K in Zagreb

Der TMK 2200-K bzw. TMK 2300 ist im Aufbau ähnlich wie der TMK 2200, er ist allerdings dreiteilig, und besitzt nur 30 Sitz- und 90 Stehplätze. Es befinden sich derzeit zwei Prototypen in Zagreb mit einer Planung von 60 bestellten Serienfahrzeugen. Er soll auf den schwächer frequentierten Linien die Hochflurfahrzeuge ersetzen, die teilweise bis zu 50 Jahre alt sind.
Am 23. November 2020 traf der erste von CroTram hergestellte Niederflur-Straßenbahn-Gelenkwagen vom Typ TMK 2300 in Liepāja (Lettland) ein. Das Fahrzeug wird dort unter der Nummer 250 geführt. Ausgeschrieben wurden insgesamt 7 bis 14 Fahrzeuge für die Lieferung innert 4 Jahren. Dieser Auftrag ist somit der erste Auslandsauftrag für Crotram.

### TMK 2400
Der TMK 2400 ähnelt vom generellen Aufbau her den TMK 2300, unterscheidet sich allerdings durch ein verändertes Erscheinungsbild sowie der Ausstattung mit Akkumulatoren zur Befahrung von kürzeren stromlosen Abschnitten. Die Fahrzeuge sind dreiteilig mit einer Länge von 20,8 Metern und verfügen über eine Kapazität von 115 Fahrgästen, davon 27 auf Sitzplätzen.
Der erste Kunde ist die ZET, welche im Juni 2023 zunächst 20 Fahrzeuge mit einer Option auf eine Lieferung von 60 weiteren Fahrzeugen bestellt hat. Im September 2024 wurden 20 der optionalen Wagen bestellt. Die Auslieferung hat Anfang 2025 begonnen.

### TMK 2500
Die GPP Osijek bestellte im September 2023 insgesamt zehn dem TMK 2400 sehr ähnliche Fahrzeuge des Typs TMK 2500 für die Straßenbahn Osijek, die abweichend von den TMK 2400 über 35 Sitzplätze verfügen. Der erste Wagen wurde im März 2025 ausgeliefert. Die weiteren neun Exemplare sollen bis September 2025 folgen. Es bestehen Optionen für weitere 20 Fahrzeuge.

## Einzelnachweise

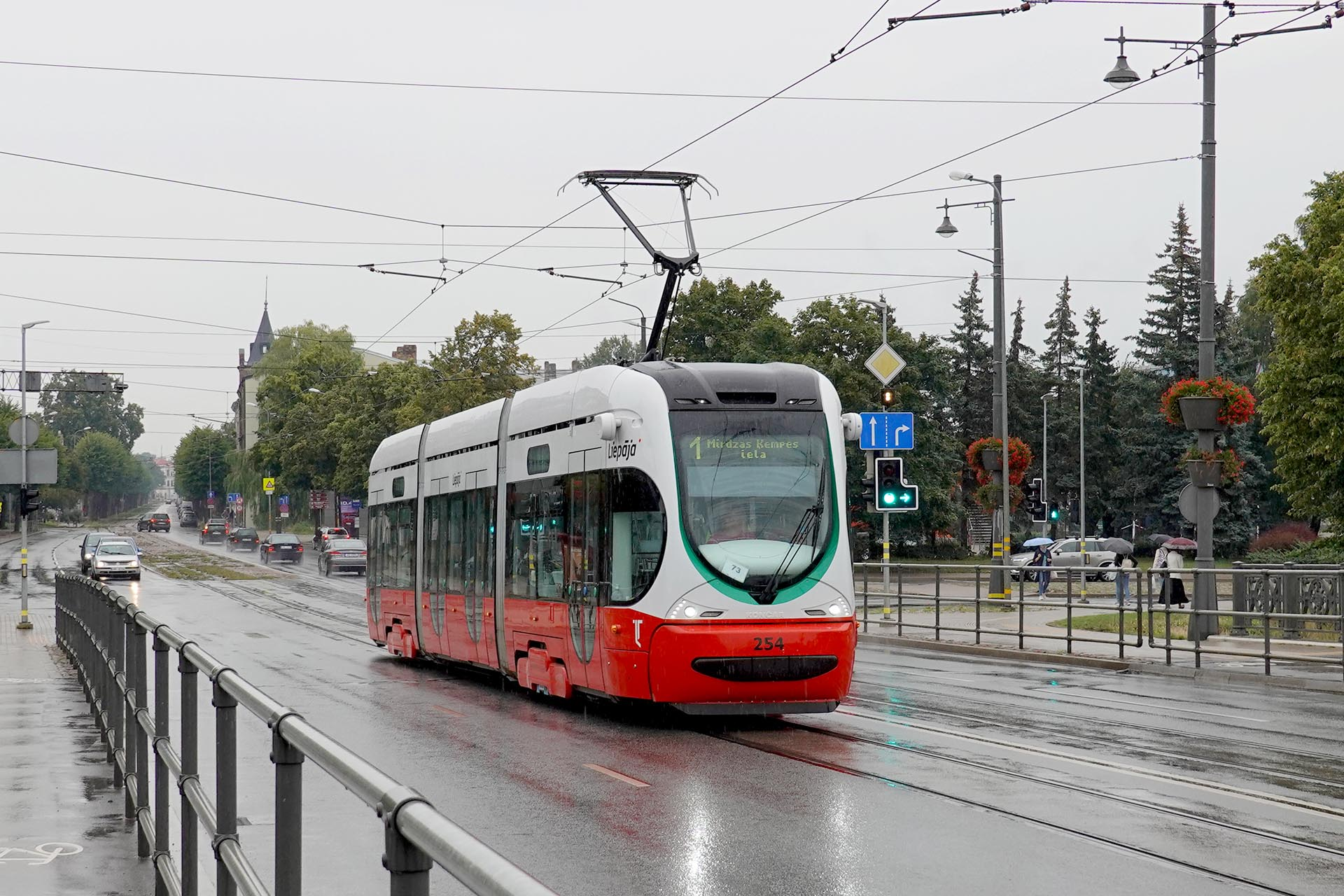
TMK 2300LT

## Achsfreies Radwerk
Von der deutschen Firma Henschel Antriebstechnik GmbH wurden die achsfreien Antriebe entwickelt und geliefert. Sie arbeiten autonom und werden im TMK 2200 von insgesamt 43 synchronen Computern gesteuert. Die Fahrwerke und das Antriebskonzept wurden von der deutschen Firma SAMES Rad-Schiene Systemtechnik GmbH entwickelt. Da sich zwischen den Rädern keine Achsen befinden, kann der Fußboden durchgängig etwa auf Einstiegshöhe ausgeführt werden.